# ذي تمار (السدة)

تعديل مصدري - تعديل

ذي تمار هي إحدى قرى عزلة بني الحارث بمديرية السدة التابعة لمحافظة إب، بلغ تعداد سكانها 100 نسمة حسب تعداد اليمن لعام 2004.